# Charles Talbut Onions
Charles Talbut Onions (* 10. September 1873 in Birmingham; † 8. Januar 1965) war ein britischer Lexikograph und Anglist. Er war 1933 mit William Craigie (1867–1957) Herausgeber des ersten Supplements des Oxford English Dictionary (OED) und davor vierter Herausgeber des OED. Sein Oxford Dictionary of English Etymology erschien postum 1966.

## Leben
Onions besuchte die King Edwards School (wo er unter dem Einfluss des Schulleiters A. J. Smith erste Kontakte zur Lexikographie erhielt) und studierte am Mason College, der späteren Universität Birmingham, mit dem Bachelor-Abschluss der Universität London 1892 und dem Master-Abschluss 1895. Im gleichen Jahr wurde er von James Murray eingeladen, am OED mitzuarbeiten und 1914 wurde er einer der Herausgeber mit eigenen Assistenten (unter anderem zuständig für die letzten Einträge, die Buchstaben X, Y, Z). Ab 1922 war er Herausgeber des Shorter Oxford English Dictionary und ab 1933 der ersten Supplementbände des OED.
Er war Fellow und von 1940 bis 1945 Bibliothekar des Magdalen College in Oxford, wo er 1927 bis 1949 Reader war. Dort war der Herausgeber des zweiten Supplements Robert Burchfield sein Schüler. Er war mit Burchfield befreundet, unterstützte ihn später in seiner Herausgeberschaft des zweiten Supplements und zog umgekehrt Burchfield für seine Etymologie zu Hilfe.
Neben seiner eigentlichen lexikalischen Arbeit am OED schrieb er auch ein Shakespeare-Glossar und ein Buch über das England zur Zeit Shakespeares und eine englische Grammatik.
1929 bis 1933 war er Präsident der Philological Society. 1938 wurde er Fellow der British Academy und Ehrendoktor der Universitäten Oxford (dort Ehrenmagister), Leeds und Birmingham. 1934 wurde er CBE.
1945 wurde er als Nachfolger von Raymond Wilson Chambers Honorary Director der Early English Text Society. 1932 bis 1956 war er Herausgeber der Zeitschrift Medium Aevum der Society for the Study of Medieval Languages and Literature.
Nach dem Krieg widmete er sich der Vervollständigung des The Oxford Dictionary of English Etymology, das 38.000 Wörter behandelte und 1966 herauskam.
1907 heiratete er Angela Blythman (1883–1941), mit der er sieben Söhne und drei Töchter hatte. Im Ersten Weltkrieg arbeitete er für den britischen Marinegeheimdienst in seiner Eigenschaft als Experte für die deutsche Sprache.

## Schriften
- An Advanced English Syntax, 1904
- A Shakespeare glossary. Clarendon Press, Oxford 1911; weitere, revidierte Auflagen ebenda 1919 und 1929.
- Shakespeare’s England: An Account of the Life and Manners of His Age, 2 Bände, 1916
- Herausgeber: Shorter Oxford English Dictionary, 1933
- mit William Craigie: Supplement zum OED, 1933
- The Oxford Dictionary of English Etymology, 1966